# Vittorio Lucarelli
Vittorio Lucarelli (Roma, 31 ottobre 1928 – Tivoli, 16 febbraio 2008) è stato uno schermidore italiano, specializzato nel fioretto. Ha vinto una medaglia d'oro nella scherma ai Giochi olimpici.

## Palmarès
In carriera ha ottenuto i seguenti risultati:
Giochi olimpici
Individuale
A squadre
- Oro nel fioretto a Melbourne 1956

Mondiali
Individuale
A squadre
- Oro nel fioretto a Roma 1955
- Bronzo nel fioretto a Parigi 1957

Mondiali militari
Individuale
- Oro nel fioretto a Wiesbaden 1958

A squadre
- Argento nel fioretto a Wiesbaden 1958